# Международни стандарти за финансови отчети
Международните стандарти за финансово отчетане (МСФО) (на английски: International Financial Reporting Standards, IFRS) се състоят от счетоводни стандарти и
разяснения, издадени от Съвета по международни счетоводни стандарти (СМСС). По своята същност представляват писмени правила за счетоводно отчитане, които компаниите, деклариращи тяхното прилагане, трябва да спазват при изготвянето на финансовите си отчети. Най-общо тези правила се отнасят до първоначалната оценка и първоначалното признаване на активи и пасиви, приходи и разходи, последваща оценка, отписване, представяне и оповестяване във финансовите отчети и др. МСФО се считат за „принципно базирани стандарти“, тъй като съдържат общи правила, без да дават детайлни насоки за тяхното прилагане.
Финансовият отчет в съответствие с МСФО включва:
1. Отчет за финансовото състояние (баланс)
2. Отчет за печалбата или загубата и другия всеобхватен доход (като един отчет или два отделни отчета: отчет за печалбата или загубата и отчет за другия всеобхватен доход)
3. Отчет за промените в собствения капитал
4. Отчет за паричните потоци
5. Пояснителни приложения

## История на МСФО
Комитетът за международни счетоводни стандарти е създаден през 1973 година. Дейността му е насочена към хармонизиране на съдържанието и представяне на финансовите отчети в световен мащаб чрез публикуване на МСС. Той работи в тясна връзка с Международната организация на комисиите по ценни книжа и организации като Съвета по стандарти за финансово отчитане (FASB) на САЩ, за да гарантира съвместимостта между националните и международн0ите счетоводни стандарти.
След преструктурирането на Комитета за международни счетоводни стандарти през 2001 г. стандартите вече се наричат МСФО (Международни стандарти за финансово отчитане) и се подготвят от Съвет по международни счетоводни стандарти (СМСС), който е със седалище в Лондон.
Понастоящем понятието МСФО (IFRS) според СМСС в широк смисъл включва:
1. Старите стандарти с название „Международни счетоводни стандарти“ (МСС) (с номера от 1 до 41, но техният брой е общо 28, издадени в периода от 1973 г. до 2001 г.).
2. Новите стандарти с название „Международни стандарти за финансово отчитане“ (МСФО в тесния смисъл на това понятие – общо действащи 13. Стандарти, издадени от СМСС, но все още не влезли в сила: МСФО 9 Финансови инструменти – в сила от 1 януари 2018 г.; МСФО 14 Регулаторно отсрочени сметки – за неопределена дата в бъдеще; МСФО 15 Приходи от договори с клиенти – в сила от 1 януари 2018 г.; МСФО 16 Лизинг – в сила от 1 януари 2019 г.).
3. Разяснения към стандартите ПКР (Постоянен комитет за разяснения – по името на комитета, който ги е разработвал, издадени с това название до 2001 г.).
4. Разяснения към стандартите КРМСФО (новите разяснения, издадени от Комитета за разяснения на МСФО, приемник на ПКР, издадени след 2001 г.)

### Сближаване между МСФО и американските Общоприети счетоводни принципи (US GAAP)
На 29 октомври 2002 г. Съветът по международни счетоводни стандарти (IASB) и американският Съвет по стандарти за финансово отчитане (FASB) подписват Меморандум за разбирателство, известен още като „споразумението от Норуолк“, според който двата съвета започват процес на взаимно сближаване на двата типа стандарти – МСФО и американските счетоводни стандарти, чрез тяхното преработване и възприемане на най-добрите счетоводни правила на съответния етап. Целта на процеса на сближаване е да се усъвършенстват двата типа стандарти, така че да се намалят значително различията между тях, което на свой ред ще допринесе за подобряване на сравнимостта на финансовите отчети на предприятията в световен мащаб и намаляване на разходите за тяхното изготвяне.

## Правна уредба на МСС/МСФО
В България са приети за официална база за изготвяне на финансови отчети с Постановление № 207 на МС от 7 август 2006 година за приемане на МСФО, приети от Европейската комисия, в редакцията им към 1 януари 2005 година, изготвени от Съвета по международни счетоводни стандарти, и за приемане на Национален счетоводен стандарт. Постановлението е отменено от датата на членството на Република България в ЕС.
Всички МСФО са приети с Регламент (ЕО) № 1126/2008 на ЕК от 3 ноември 2008 година за приемане на някои международни счетоводни стандарти в съответствие с Регламент (ЕО) № 1606/2002 на Европейския парламент и на Съвета, публикуван в Официалния вестник на ЕС от 29 ноември 2008 г. В посочения регламент официално е възприето названието на български език „Международни стандарти за финансово отчитане“ (МСФО). В ЗСч обаче като общо название на всички международните стандарти се използва названието „Международни счетоводни стандарти“ (МСС, както в Регламент (ЕО) № 1606/2002). Последващите изменения в стандартите са приети с 51 регламента (към 31 декември 2015 г.), публикувани в Официалния вестник на ЕС, след като са одобрени от Европейската комисия. Регламентите имат пряко действие във всяка страна членка на ЕС – стандартите и разясненията влизат веднага в сила, без да е необходимо да бъдат утвърждавани официално от законодателството на всяка страна.

## Разлики междуНССи МСФО

### Основни разлики
1. Липсата на следните стандарти в НСС:
  1. МСФО 2 Плащане на базата на акции (няма аналог в НСС)
  2. МСФО 3 Бизнес комбинации (В НСС номерът на стандарта е 22, тъй като това беше старият номер на този стандарт в МСФО)
  3. МСФО 4 Застрахователни договори (няма аналог в НСС)
  4. МСФО 5 Нетекущи активи, държани за продажба, и преустановени дейности (Виж. следните стандарти в НСС – СС 2, СС 16)
  5. МСФО 6 Проучване и оценка на минерални ресурси (няма аналог в НСС)
  6. МСФО 7 Финансови инструменти: оповестяване (няма аналог в НСС)
  7. МСФО 8 Оперативни сегменти (няма аналог в НСС)
  8. МСФО 9 Финансови инструменти (материята е уредена в СС 32)
  9. МСФО 12 Оповестяване на дялови участия в други предприятия (няма аналог в НСС)
  10. МСФО 13 Оценяване по справедлива стойност (няма аналог в НСС)
  11. МСС 23 Разходи по заеми (няма аналог в НСС)
  12. МСС 26 Счетоводство и отчитане на планове за пенсионно осигуряване (няма аналог в НСС)
  13. МСС 29 Финансово отчитане при свръхинфлационни икономики (няма аналог в НСС)
  14. МСС 32 Финансови инструменти: представяне (възприети са само основните дефиниции в СС 32)
  15. МСС 33 Нетна печалба на акция (СС 33 – Доходи на акция, отменен в НСС от 1 януари 2008 година)
2. Следните Национални счетоводни стандарти нямат аналог в МСФО:
  1. СС 4 – Отчитане на амортизациите (В МСФО материята е уредена в МСС 16 и МСС 38)
  2. СС 9 – Представяне на финансовите отчети на предприятия с нестопанска цел
  3. СС 13 – Отчитане при несъстоятелност и ликвидация (В общите разпоредби на МСФО е предвидено дружествата да прилагат стандартите само при сигурни индикации за „действащо предприятие“, ето защо такъв стандарт липсва в МСФО. Но съгласно чл. 35, ал. 1 от ЗСч СС 13 се прилага и от предприятия, които като действащи предприятия са прилагали МСФО)
3. Някои разлики в методите на отчитане и представянето във финансовите отчети:
  1. Съгласно МСС 1 Представяне на финансови отчети предприятието представя в баланса в състава на текущите (краткосрочни) пасиви статия „текуща част от дългосрочен дълг“, съдържаща подлежащата на погасяване през следващата година част от дългосрочни заеми и други финансови пасиви. СС 1 – Представяне на финансови отчети не налага такова изискване.
  2. МСС 2 Материални запаси  не допуска използването на метода LIFO (последна входяща, първа изходяща цена/себестойност).
  3. МСС 2 допуска и метод за оценка на материални запаси, наречен „метод цени на дребно“
  4. МСФО 3 Бизнес комбинации изисква всички бизнес комбинации да се отчитат по метода на покупката, тъй като се третират като придобивания (пар. 17). СС 22 – Отчитане на бизнескомбинации възприема два вида бизнес комбинации в зависимост от това дали може да се идентифицира придобиващо предприятие или не: придобиване и обединяване на участия, за които съответно се прилагат различни методи на отчитане – метод на покупката (неправилно обозначен като метод на покупко-продажбата) и метод сливане на дялове.
  5. Според СС 22 – Отчитане на бизнескомбинации може да се признае провизия за предстоящо преструктуриране към датата на бизнес комбинация (както в стария МСС 22). МСФО 3 Бизнес комбинации не разрешава това.
  6. МСС 7 регламентира два метода за структуриране на отчета за паричните потоци – пряк и косвен, докато според СС 7 – Отчети за паричните потоци (в сила от 1 януари 2008 г.) – само прекия метод. Косвеният метод вече не се допуска съгласно СС 7.
  7. МСС 8 Счетоводна политика, промени в счетоводните приблизителни оценки и грешки изисква корекцията на съществени грешки от минали периоди и презчисления в резултат на промяна на счетоводна политика с обратна сила да се правят с използването само на един подход – чрез корекция на началното салдо на неразпределената печалба или на друг засегнат компонент на собствения капитал („капиталов подход“), докато СС 8 – Нетни печалби и загуби за периода, фундаментални грешки и промени в счетоводната политика възприема два подхода (по избор) – препоръчителен (капиталов подход) и допустим алтернативен – чрез отразяване на корекциите в текущата печалба или загуба, както беше в стария МСС 8.
  8. МСС 16 Имоти, машини и съоръжения изисква да се начисляват амортизации на амортизируеми активи от момента, когато активът е наличен за употреба, докато СС 4 – Отчитане на амортизациите: от началото на месеца, следващ месеца, в който активът е придобит или въведен в употреба (по-късният).
  9. Според МСС 16 амортизирането на актив не се преустановява, ако той е неизползван, изваден от активна употреба или е държан за изваждане от употреба (освен ако е напълно амортизиран). Според СС 4 е тъкмо обратното – позволява се да не се начисляват амортизации на дълготрайни активи, консервирани за периода, през който не се употребяват в дейността (най-малкото една година)(т. 1, буква „г“).
  10. МСФО 16 Лизинг разграничава финансовия лизинг при лизингодателя на два вида: (а) пряк финансов лизинг, и (б) финансов лизинг на производители и търговци (продажбен тип). В СС 17 – Лизинг по същество е възприет само продажбеният тип (при който се отчита и печалба/загуба от първоначалната продажба).
  11. Първоначалните преки разходи (за уреждане на лизинговия договор) по оперативен лизинг при лизингодателя според МСФО 16 Лизинг се капитализират, като се прибавят към балансовата стойност на актива, и се признават като текущ разход на линейна база през срока на лизинга. Не се разрешава да се отчитат като текущи. Според МСФО 16 първоначалните преки разходи по отношение на лизингополучателя. се включват в цената на придобиване на актива с право на ползване. Според СС 17 – Лизинг, такива разходи както при лизингодателя, така и при лизингополучателя, се отчитат като текущи за периода на извършването им (т. 5.1 и 5.2).
  12. Първоначалните преки разходи по финансов лизинг при лизингодателя (ако са за негова сметка) съгласно МСФО 16 се отчитат: (а) като текущи, ако е финансов лизинг на производители и търговци (пар. 46); (б) капитализират се, като се прибавят към вземането по лизинга и водят до преизчисляването на присъщия (ефективен) лихвен процент, който става по-малък, и чрез отчитането на по-малък размер на дохода от лихви се признават като текущи. В СС 17 няма регламент по въпроса.
  13. СС 16 – Дълготрайни материални активи и СС 38 – Нематериални активи (в сила от 01.01.2008 г.) не допускат преоценка по справедлива стойност на дълготрайните материални и нематериални активи за разлика от МСС 16 Имоти, машини и съоръжения и МСС 38 Нематериални активи, които допускат използването на модела на преоценката (преоценената стойност).
  14. СС 17 – Лизинг, изисква отчитането като актив на финансовите разходи за бъдещи периоди за лихвите по договори за финансов лизинг за целия срок на лизинга при лизингополучателя. Според Концептуалната рамка за финансово отчитане към МСФО такива разходи за бъдещи периоди не са актив (само предплатените разходи отговарят на дефиницията за актив).
  15. В СС 17 – Лизинг, се изисква текущите финансови разходи (лихви) да бъдат признавани на пропорционална база, докато МСФО 16 Лизинг изисква това да става по метода на ефективната лихва на база присъщия лихвен процент на лизинговия договор, ако може да бъде лесно определен, в противен случай се използва диференциалният лихвен процент на лизингополучателя.
  16. Според СС 27 – Консолидирани финансови отчети и отчитане на инвестициите в дъщерни предприятия, финансовите отчети на дъщерно предприятие не се консолидират, ако (a) дъщерното предприятие действа в условията на строги дългосрочни ограничения, (б) дъщерното предприятие се притежава единствено с цел последваща продажба, или (в) ако информацията, необходима за изготвянето на консолидирания финансов отчет не може да бъде получена без прекомерни разходи или забавяне – в редки случаи (т. 5.5). МСФО 10 Консолидирани финансови отчети не допуска освобождаване в такива случаи от консолидация.
  17. Според СС 1 – Представяне на финансови отчети невнесеният капитал и обратно изкупените собствени акции се представят като актив в баланса, а според МСС 32 Финансови инструменти: представяне – като намаление на собствения капитал.
  18. Съгласно МСС 32 Финансови инструменти: представяне разходите за емитиране на акции, права и други собствени капиталови инструменти се отчитат в намаление на собствения капитал, докато според НСС – като текущи разходи; положителните/отрицателни разлики от препродажба на собствени акции според МСС 32 се отчитат в собствения капитал (премийния резерв), докато по НСС – като текущи финансови приходи/разходи.
  19. Положителната репутация, възникнала при бизнес комбинация (придобиване), се амортизира за максимален срок от 5 г. според СС 22, докато МСФО 3 забранява амортизиране на положителна репутация, тя може само да се обезценява по реда на МСС 36 Обезценка на активи. Отрицателната репутация според СС 22 се признава като приход на части, докато съгласно МСФО 3 се признава като приход еднократно в периода на бизнес комбинацията („печалба от изгодна покупка“).
  20. Първоначалните преки разходи за уреждане на заеми според МСФО 9 Финансови инструменти се капитализират и признават на части като текущи разходи през срока на заема по метода на ефективния лихвен процент. Според СС 32 – Финансови инструменти, те се отчитат еднократно като текущи при получаването на заема.
  21. МСС 34 Междинно финансово отчитане разрешава изготвянето на пълни или съкратени (сбити) междинни финансови отчети, докато СС 34 – Междинни финансови отчети – само пълни (в сила от 1 януари 2008 г.).
  22. МСС 38 разграничава нематериалните активи на два вида: (а) нематериални активи с ограничен живот (те се амортизират), и (б) нематериални активи с неограничен живот (те не се амортизират, могат само да се обезценяват). СС 38 – Нематериални активи, не прави такова разграничение.
  23. МСФО 9 Финансови инструменти дава възможност при спазване на определени ограничителни условия всеки новопридобит финансов актив или възникнал финансов пасив да бъде класифициран („определен“) в категорията „финансови активи/пасиви, определени за оценяване по справедлива стойност през печалбата или загубата“ („опция на справедливата стойност“), с цел отчитане на разликите от преоценките в текущата печалба или загуба. Такава възможност няма съгласно СС 32 – Финансови инструменти.
  24. СС 24 – Оповестяване на свързани лица, изисква оповестяване и за сделки на предприятието с административния персонал (т. 4.4). В МСС 24 няма такова изискване.
  25. МСС 21 Ефекти от помените в обменните курсове разграничава функционална валута (валутата на основната икономическа среда, в която функционира предприятието) и валута на представяне (валутата, в която са представени финансовите отчети). Оттук всяка валута, различна от функционалната валута, е чуждестранна валута. Концепцията за функционалната валута не е възприета в СС 21. Вместо функционална валута и валута на представяне в СС 21 се използва само едно понятие – отчетна валута.
  26. Според МСФО 9 преките разходи по придобиването на финансов актив, оценяван по справедлива стойност през печалбата, в т.ч. държаните за търгуване, се отчитат като текущи разходи, а не се включват в първоначалната оценка на актива. Според СС 32 – Финансови инструменти, преките разходи по придобиването на финансов актив, държан за търгуване, се включват в цената му на придобиване.
  27. Съгласно МСФО 3 Бизнес комбинации преките разходи по бизнес комбинацията се отчитат като текущи. Според СС 22 – Отчитане на бизнескомбинации, такива разходи не се отчитат като текущи, а се включват в цената на придобиване на бизнескомбинацията и по този начин оказват влияние върху размера на признатата репутация. Друга разлика е, че според МСФО 3 неконтролиращото (малцинствено) участие може да се оцени и по справедлива стойност (справедливата стойност на дяловете или акциите, съставляващи неконтролиращото участие, по данни от активен пазар или по друг метод за оценяване), а не само като дял от справедливата стойност на нетните активи на придобитото предприятие, както е според СС 22. Избраният метод за оценка на неконтролиращото участие съгласно МСФО 3 оказва влияние и върху размера на отчетената репутация.
  28. Според МСФО 3 репутацията се определя по начин, различен от този в СС 22. Репутацията е разликата между: (а) и (б), където: (а) е сборът от: справедливата стойност на възнаграждението по сделката + неконтролиращото участие + справедливата стойност на предишно дялово участие (при поетапна бизнес комбинация); (б) справедливата стойност на разграничимите нетни активи на придобитото предприятие или дейности (100 %). Когато разликата е положителна, е налице положителна репутация, а когато е отрицателна – „печалба от изгодна покупка“ (т.е. отрицателна репутация). Според СС 22 репутацията е разликата между (а) първоначалната стойност при придобиването (цената на придобиване на бизнескомбинацията) и (б) дела на придобиващия в справедливата стойност на разграничимите нетни активи на придобитото предприятие или дейности, т.е. както бе в предишната версия на МСФО 3.
  29. Според МСС 40 Инвестиционни имоти имоти в процес на изграждане или разработване за бъдещо използване като инвестиционни имоти са в обхвата на МСС 40, а не в обхвата на МСС 16 Имоти, машини и съоръжения. Следователно ако предприятието е избрало модела на справедливата стойност като последваща оценка на инвестиционните си имоти, и такива имоти трябва да преоценява по справедлива стойност с отчитане на разликите от преоценките в текущата печалба или загуба. Според СС 40 разходите за разработването или изграждането на такива имоти се отчитат като разходи за придобиване на дълготрайни материални активи.
  30. Според МСФО 10 Консолидирани финансови отчети неконтролиращото (малцинственото) участие, посочено в консолидирания финансов отчет, може да бъде и отрицателна величина. Според СС 27 не се допуска отрицателна оценка на малцинственото участие.
  31. Различно е представянето на нетния резултат от продажба на дълготрайни материални или нематериални активи във финансовите отчети: Според МСФО в отчета за печалбата или загубата и другия всеобхватен доход се представя по една статия печалбата или загубата от продажба на такива активи (по статията „Други доходи“ или „Други разходи“). Според НСС в отчета за приходите и разходите се представят отделно балансовата стойност на продадените дълготрайни материални или нематериални активи (в разходната част на отчета, статия „Други разходи“, подстатия „Балансова стойност на продадени активи“) и отделно се посочва приходът от продажбата в приходната част на отчета (статия „Други приходи“).

## Проекти за усъвършенстване на МСФО, нови стандарти и изменения на съществуващи стандарти
Съветът за международни счетоводни стандарти и Съветът за стандарти за финансово отчитане на САЩ публикува документ за обсъждане, свързан с представянето на финансовите отчети. Документът за обсъждане съдържа анализ на текущите позиции във финансовите отчети и представя първоначалните виждания на двата съвета за това как тези позиции ще бъдат представени в един бъдещ формат на отчетите.
Международните стандарти за финансово отчитане и Общоприетите счетоводни принципи на САЩ (US GAAP) представят ограничена информация за представянето на финансовите отчети. Освен това тази информация е разпръсната в различни стандарти. Ползвателите на финансовите отчети често изразяват недоволство за това, че информацията в различните съставни части на финансовите отчети не е свързана, а в определени случаи позиции, които не са сходни, се обединяват.
Издавайки документа, двата съвета предлагат две основни неща: да се създаде свързваща информация и да се дисагрегира информацията. Свързаността ще даде възможност ползвателите на отчетите да проследяват информацията в различните компоненти; дисагрегирането ще бъде начин различните икономически събития да се представят отделно. За да постигнат тези цели, съветите са развили основан на принципи формат на финансовите отчети, който е представен в документа за обсъждане. Той е отворен за коментари до 14 април 2009 г.
- На 6 септември 2007 г. СМСС издаде променена версия на „МСС 1 Представяне на финансови отчети“. Измененията в стандарта са сравнително малки, но те представляват първият етап от цялостен проект за промяна на представянето на информация във финансовите отчети. Промененият стандарт влиза в сила от 1 януари 2009 г. и е приет с Регламент (ЕО) № 1274/2008 от 17 декември 2008 г. (публ. в ОВ, бр. L 339 от 18 декември 2008 г.). Той е резултат от приключването на първата фаза от съвместния проект на СМСС (IASB) и американския ССФО (Съвет по стандарти за финансово отчитане, FASB), насочен към преразглеждане и привеждане в съответствие на изискванията за представяне на информация във финансовите отчети.

Основни промени: въвежда се изискването за изготвянето на отчет за всеобхватния доход на мястото на отчета за доходите, променя се названието на баланса в отчет за финансовото състояние, променя се структурата и съдържанието на отчета за промените в собствения капитал. Няма изменение в структурата и съдържанието на отчета за паричните потоци (регламентът за него е в МСС 7 Отчети за паричните потоци). Отчетът за всеобхватния доход може да бъде изготвен по избор като един отчет (с два „раздела“: първи, за текущата печалба или загуба, и втори, за другия всеобхватен доход) или като два отделни отчета – отчет за доходите (както досегашния) и отчет за всеобхватния доход. Въвеждането на всеобхватния доход е насочено към потребителите на информация, които да могат да получат информация за съвкупния доход, генериран от предприятието, независимо от това дали той е отразен в отчета за доходите или в собствения капитал. В отчета за промените в собствения капитал вече се отразяват само измененията в собствения капитал, породени от операции със собствениците, като разпределени дивиденти, увеличение или намаление на собствения капитал и др.
Освен това предприятията трябва да представят отчет за финансовото състояние (баланс) в началото на най-ранния сравним период, когато предприятието прекласифицира статии в отчета за финансовото състояние, прилага счетоводна политика с обратна сила или прави преизчисления с обратна сила (при корекция на грешки). Преработеният МСС 1 води до изменения в 5 МСФО, 23 МСС и 10 разяснения. В резултат на промените в термините е променено и названието на МСС 10: от МСС 10 Събития след датата на баланса на МСС 10 Събития след отчетния период.
- На 13 октомври 2008 г. Съветът по Международни счетоводни стандарти (СМСС) публикува изменение на „МСС 39 Финансови инструменти: признаване и оценяване“ и на МСФО 7 Финансови инструменти: оповестяване, с което се разрешава прекласифициране на финансови инструменти, за които по досегашната версия на МСС 39 това не се позволява. Изменението на МСС 39 дава възможност при редки обстоятелства да се прекласифицират определени финансови инструменти извън финансовите активи, държани за търгуване, и финансовите активи на разположение за продажба. Изменението на МСС 39 и МСФО 7 е прието от Европейската комисия с Регламент (ЕО) № 1004/2008 от 15 октомври 2008 г. (публ. в ОВ от 16 октомври 2008 г., бр.L 275). Най-ранната дата, от която може да се извърши такова прекласифициране, е 1 юли 2008 г. Изменението на двата стандарта е част от серията от стъпки, които СМСС предприе за промяна на счетоводните правила в отговор на финансовата криза. То дава възможност на компаните от ЕС, прилагащи МСФО, да преодолеят неблагоприятни загуби от спад в пазарните цени на силнорискови ценни книжа и други финансови активи. С изменението се намаляват различията между МСФО и Общоприетите счетоводни принципи на САЩ в тази област.

- През март 2009 г. СМСС издаде изменение на „МСФО 7 Финансови инструменти: оповестяване“ – „Подобряване на оповестяването за финансовите инструменти (изменение на МСФО 7)“. което влиза в сила от 1 януари 2009 г. С изменението на МСФО 7 се въвежда изискването за тристепенно равнище на йерархия при оповестяването на информация за справедливата стойност на финансовите активи и пасиви, чиято последваща оценка е справедливата стойност, и допълнителни оповестявания за ликвидния риск. Изменението на МСФО 7 е прието от Европейската комисия с Регламент (ЕО) 1165/2009 от 27 ноември 2009 г., публ. в ОВ, бр. L 314. Изменението на МСФО 7 представлява част от усилията на СМСС да се преодолеят последиците от финансовата криза и в отговор на очакванията на Г-20 в тази насока.

- През април 2009 г. СМСС издаде проект с название „Подобрения на Международните стандарти за финансово отчитане“ – втори по рода си (първият е издаден през май 2008 г., в сила от 1 януари 2009 г.), с които се правят промени в 12 стандарта като част от програмата за годишни подобрения на стандартите. С този проект се внасят необходими, но не толкова спешни изменения на МСФО. Повечето от промените влизат в сила от 1 януари 2010 г., въпреки че се разрешава и по-ранното им прилагане. Подобренията на МСФО от април 2009 г. са приети от Европейската комисия с Регламент (ЕО) 243/2010 от 23 март 2010 г., публ. в ОВ, бр. L 77.

- На 12 ноември 2009 г. СМСС издаде нов стандарт – „МСФО 9 Финансови инструменти“, като първи етап от проекта за замяната на МСС 39 Финансови инструменти: признаване и оценяване. Новият стандарт влиза в сила от 1 януари 2013 г., като по-ранното прилагане се разрешава, в т.ч. и за финансовите отчети за 2009 г. Стандартът не е приет от Европейската комисия.

- Нов стандарт – МСФО за МСП. На 9 юли 2009 г. СМСС публикува Международен стандарт за финансово отчитане за малки и средни предприятия (МСФО за МСП). Той е в обем от 230 страници и е резултат от продължителен петгодишен процес на разработване и многократни обсъждания. Особеност е, че в него не е фиксирана дата на влизане в сила: законодателството на всяка страна трябва да го приеме по съответния ред и да определи датата му на влизане в сила. МСФО за МСП по същество представлява съкратена и по-опростена версия на пълните МСФО. В него са възприети основните концепции и принципи (изходни предположения), съдържащи се в Общите положения за изготвянето и представянето на финансови отчети („концептуалната рамка“), представляващи теоретичните основи на англо-американската счетоводна система.

Съдържанието на МСФО за МСП е структурирано в 35 раздела, всеки от които в тематично отношение може да се разглежда като отделен стандарт. Някои от тях повтарят названието на отделни МСС/МСФО. Стандартът не съдържа теми, които не са подходящи за МСП (нетна печалба на акция, информация по сегменти, междинни финансови отчети, специално отчитане на активи, държани за продажба); в области, за които пълните МСФО разрешават алтернативно счетоводно третиране, МСФО за МСП позволява само един начин на отчитане (например може да се прилага само моделът на цената на придобиване по отношение на имоти, машини и съоръжения и нематериални активи); много от основните изисквания за признаване и оценяване на активи, пасиви, приходи и разходи са опростени в сравнение с пълните МСФО; изискват се по-малко оповестявания.
В стандарта са включени и основните постановки от 8 разяснения към пълните МСФО, свързани със сделки, които обикновено се извършват от МСП. Разглеждат се и няколко въпроси, които липсват в пълните МСФО (в раздели 9 и 22 на МСФО за МСП): комбинирани финансови отчети; първоначална емисия на акции и други капиталови инструменти; продажба на опции, права и варанти; капитализиране на акции, премийна емисия на акции и разделяне на акции.
Ако МСФО за МСП бъде приет за прилагане в България (със съответна промяна в Закона за счетоводството), той ще замени досегашните НСФОМСП.
Прилагането на МСФО за МСП в ЕС се отлага, тъй като от 27 страни членки 9 са против възприемането на стандарта. Сред последните са Франция, Германия, Италия, Полша, България и др. Счита се, счетоводните директиви (4-та и 7-а за индивидуалните и консолидираните финансови отчети на компаниите), имплементирани в националните счетоводни стандарти на всяка страна, трябва да бъдат водещи по отношение на малките и средните предприятия, а МСФО (пълни) да останат за големите компании.
● На 6 май 2010 г. СМСС издаде „Подобрения на Международните стандарти за финансово отчитане“ (Подобрения на МСФО от май 2010 г.), с които се внасят незначителни промени в осем МСФО и едно разяснение: МСФО 1 Прилагане за първи път на Международните стандарти за финансово отчитане, МСФО 3 Бизнес комбинации, МСФО 7 Финансови инструменти: оповестяване, МСС 1 Представяне на финансови отчети, МСС 21 Ефекти от промените в обменните курсове МСС 28 Инвестиции в асоциирани предприятия, МСС 31 Дялове в съвместни предприятия, МСС 34 Междинно финансово отчитане и КРМСФО 13 Програми за лоялност на клиентите. Това са третите поред годишни подобрения, издадени от СМСС. Те влизат в сила от 1 януари 2011 г. Приети са за приложение в ЕС с Регламент (ЕС) № 149/2011 от 18 февруари 2011 г., Официален вестник, бр. L 46 от 19.2.2011 г.
● На 16 юни 2011 г. СМСС публикува „изменение на МСС 1 Представяне на финансови отчети“ с название „Представяне на компонентите на друг всеобхватен доход“. То е резултат от работата по съвместен проект с американския Съвет за стандарти за финансово отчитане (FASB). Изменението е прието за приложение в ЕС с Регламент (ЕС) № 475/2012 от 5 юни 2012 г., Официален вестник, бр. L 146 от 6 юни 2012 г. Промените влизат в сила след 1 юли 2012 г. (за България – от 1 януари 2013 г.). С изменението на МСС 1 се въвеждат две основни промени: (1) Изменя се названието на отчета за всеобхватния доход на „отчет за печалбата или загубата и другия всеобхватен доход“. (2) Изисква се групиране и представяне на статиите на другия всеобхватен доход в зависимост от възможността им да бъдат прекласифицирани в бъдеще.